# Porto Empedocle

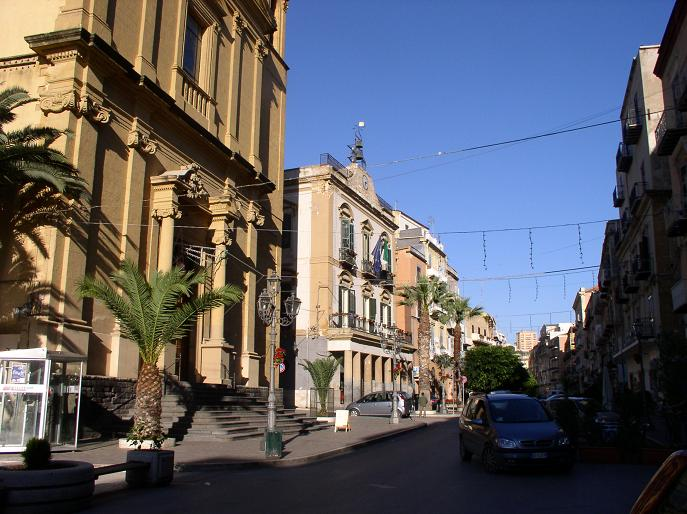
Centrum van Porto Empedocle

Porto Empedocle is een gemeente in de Italiaanse provincie Agrigento (regio Sicilië) en telt 16.630 inwoners (31-12-2018). De oppervlakte bedraagt 24,0 km², de bevolkingsdichtheid is 659 inwoners per km².

## Demografie
Porto Empedocle telt ongeveer 6059 huishoudens. Het aantal inwoners daalde in de periode 1991-2001 met 4,8% volgens cijfers uit de tienjaarlijkse volkstellingen van ISTAT.
| Jaar | Inwoneraantal |
| ---- | ------------- |
| 1991 | 16.755        |
| 2001 | 15.957        |
| 2018 | 16.630        |

## Geografie
De gemeente ligt op ongeveer 2 m boven zeeniveau.
Porto Empedocle grenst aan de volgende gemeenten: Agrigento, Realmonte.

## Geboren in Porto Empedocle
- Andrea Camilleri (1925-2019), Italiaans schrijver